# Hans-Joachim Spangenberg
Hans-Joachim Spangenberg (* 5. Mai 1932 in Jena; † 30. April 2017) war ein deutscher Chemiker (Physikalische Chemie).
Spangenberg studierte ab 1952 Physik und physikalische Chemie an der Universität Jena mit dem Diplom 1957 und der Promotion 1960. Ab 1964 war er am Zentralinstitut für Physikalische Chemie der Akademie der Wissenschaften der DDR und habilitierte sich 1968 an der Humboldt-Universität zu Berlin. 1973 wurde er Professor für Physikalische Chemie und 1974 stellvertretender Direktor des Zentralinstituts für Physikalische Chemie und Leiter der Abteilung Hochtemperaturchemie.
Er befasste sich mit Thermodynamik, Spektroskopie und Plasmachemie (Diagnostik bei hohen Temperaturen, Plasmapyrolyse von Kohlenwasserstoffen im Plasmastrahl).
Im Oktober 1981 erhielt er für seinen Anteil an der Erforschung der physikalisch-chemischen Grundlagen der Wandlung von Kohlenwasserstoffen im thermischen Plasma den Nationalpreis der DDR II. Klasse für Wissenschaft und Technik im Forschungskollektiv des Zentralinstituts für physikalische Chemie der Akademie der Wissenschaften der DDR.
Spangenberg starb kurz vor seinem 85. Geburtstag.